# Elektrotechnický zkušební ústav
Elektrotechnický zkušební ústav, s. p. (EZÚ) je česká certifikační instituce působící především v oborech elektrotechniky, elektroniky a osvětlování. Organizace má právní formu státního podniku a sídlí v Praze-Troji.

## Zkušební laboratoř
Většina zkoušek je v EZÚ prováděna v rámci akreditace Českým institutem pro akreditaci podle normy ČSN EN ISO 17025. Zkoušky jsou prováděny pomocí speciálního vybavení a experty s dlouholetou praxí v oboru.
Záznamy EZÚ o absolvovaných zkouškách je možné využít jako podklad pro prokázání shody podle zákona 22/97 Sb. Lze jimi také označovat shody CE.
Zkoušky se provádí buď celkové v rámci příslušné technické normy nebo jen částečné zkoušky, podle zákazníkova přání.
Zkoušky lze podle jejich charakteru rozdělit do následujících skupin:
- zkoušky elektrické,
- zkoušky ostatní,
- zkoušky EMC – elektromagnetické kompatibility,
- zkoušky měření hluku a vibrací,
- zkoušky hygienické,
- zkoušky odolnosti proti vlivům prostředí,
- zkoušky krytí,
- zkoušky odolnosti proti teplu a hoření,
- zkoušky funkce výrobku – např. pro spotřebitelské testy,
- zkoušky pro energetické štítkování elektrických výrobků podle evropských direktiv,
- mikrobiologické zkoušky – odolnost proti plísním a mikroorganismům,
- zkoušky pro ověření světelných parametrů světelných zdrojů.

## Certifikační organizace
EZÚ, jako certifikační organizace, provádí mj.:
- certifikaci výrobků,
- certifikaci systémů managementu a
- certifikaci osob.

## Historie v datech

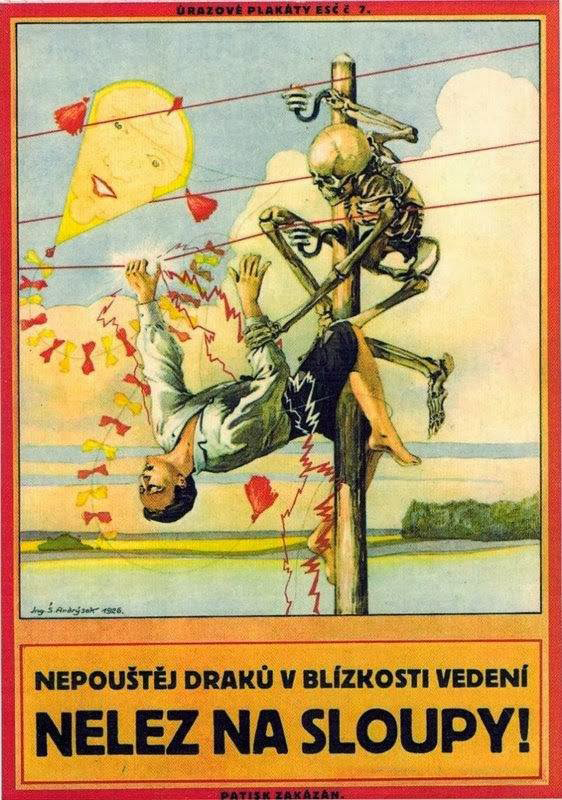
Úrazové plakáty ESČ, 1926

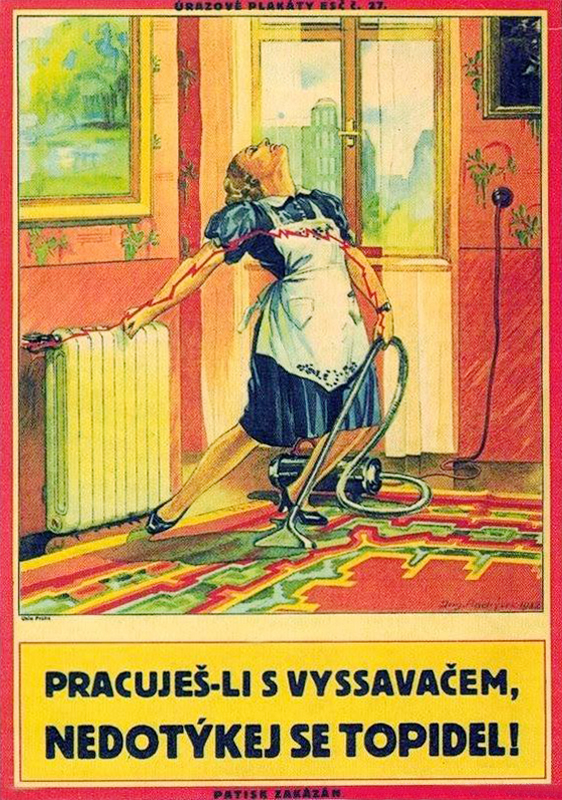
Úrazové plakáty ESČ, 1926

- 1919 Založen Elektrotechnický svaz československý – ESČ.
- 1926 Založena zkušebna ESČ [1].
- 1935 Zkušebna začala udělovat značku ESČ.
- 1951 Elektrotechnický svaz československý byl zrušen.
- 1952 Zkušebna získala jméno Elektrotechnický zkušební ústav.
- 1961 EZÚ se stal členem systému pro homologaci příslušenství motorových vozidel dle předpisů Evropské hospodářské komise OSN.
- 1961 EZÚ byl zakládajícím členem Evropského certifikačního systému CEE.
- 1985 EZÚ byl zakládajícím členem celosvětového certifikačního systému IECEE-CB.
- 1989 Začátek zkoušek EMC v EZÚ.
- 1990 Zavedení osvědčování VHP v EZÚ.
- 1991 Zahájení certifikace systémů řízení dle norem ISO 9000.
- 1992 Získání první akreditace EZÚ.
- 1993 EZÚ se stal zakládajícím členem CQS.
- 1993 Značka ESČ registrována jako značka shody s normou.
- 1996 EZÚ vstoupil do evropského certifikačního systému CCA.
- 1997 EZÚ zahájil z pověření ÚNMZ koordinační činnost k zajištění jednotného postupu.
- 1997 EZÚ získal od ÚNMZ autorizaci k posuzování shody dle zákona č. 22/1997 Sb.
- 1997 EZÚ zakládajícím členem Evropské asociace pro certifikaci elektrotechnických výrobků – EEPCA.
- 1997 EZÚ vstoupil do systému ENEC.
- 1998 EZÚ rozšířil svoje služby o certifikaci environmentálních systémů řízení a přístupu všech autorizovaných osob při posuzování shody.
- 2000 EZÚ získal akreditaci své kalibrační laboratoře.
- 2001 EZÚ se stal Notifikovanou osobou č. 1014.
- 2001 EZÚ vstoupil do systému HAR.
- 2004 EZÚ se stal zakládajícím členem fóra notifikovaných osob LVD – NBF.
- 2005 EZÚ získal pověření k provádění atestací informačních systémů veřejné správy.
- 2006 EZÚ se stal zakládajícím členem IT Service Management Forum.
- 2006 EZÚ zavedl měření nebezpečných látek dle směrnice RoHS.
- 2007 EZÚ zahájil certifikaci systémů managementu ve službách IT.
- 2008 EZÚ se stal zakládajícím členem Evropského certifikačního systému ECS.
- 2009 EZÚ se zapojil do tvorby technických norem jako centrum technické normalizace.
- 2009 EZÚ zahajuje homologace elektromobilů.
- 2012 EZÚ se stává Autorizovaným metrologickým střediskem pro ověřování luxmetrů.
- 2013 EZÚ začíná zprostředkovávat certifikáty pro celní unii Rusko-Bělorusko-Kazachstán.

## Certifikace výrobků
Certifikát EZÚ obdrží od Elektrotechnického zkušebního ústavu ty výrobky, které úspěšně absolvují typovou zkouškou podle příslušných norem na elektrickou bezpečnost a nebo na EMC.
Velmi výhodné je přiložit certifikát EZÚ v rámci podkladů pro prohlášení o shodě podle zákona 22/97 Sb. (nařízení vlády č. 17/2003 Sb.) a souvisejících nařízení vlády.
S tímto certifikátem je výrobce nebo dovozce ve výhodnější pozici při případné kontrole dodržování zákona č. 22/97 Sb., kterou provádí Česká obchodní inspekce. Platnost certifikátu je většinou omezena na dobu tří let. Jedná se o tyto skupiny výrobků:
- elektrické stroje a nářadí,
- elektrické zdroje světla a svítidla,
- elektrochemické zdroje proudu,
- elektroinstalační materiál a přístroje,
- kabely a vodiče,
- kancelářská technika,
- zdravotnické prostředky,
- měřicí technika,
- ochranné, spínací a jisticí přístroje,
- přístroje pro automatizaci,
- spotřebiče pro domácnost a komerční použití,
- spotřební elektronika.

## Certifikace systémů managementu
Elektrotechnický zkušební ústav, s.p. patří k největším českým akreditovaným certifikačním společnostem. EZÚ poskytuje svým zákazníkům komplexní služby týkající se prověřování a certifikace v oblasti systémů managementu:
- managementu jakosti – ČSN EN ISO 9001 (QMS),
- managementu jakosti pro zdravotnické prostředky – ČSN EN ISO 13485,
- environmentálního managementu – ČSN EN ISO 14001 (EMS),
- managementu bezpečnosti a ochrany zdraví při práci – ČSN OHSAS 18001 (SM BOZP),
- managementu bezpečnosti informací (informačních systémů) – ČSN ISO/IEC 27001 (ISMS),
- managementu služeb IT (ITSM) – ČSN ISO/IEC 20000-1.

## Certifikace osob
Osobní certifikace je realizována proškolením a následným ověřením znalostí v podobě certifikační zkoušky.  
Takto se certifikuje např. Manažer kybernetické bezpečnosti. 